# Nocturnes berlinois
Nocturnes berlinois est un album de bande dessinée de la série Corto Maltese. Publié en 2022, il est le quatrième des auteurs Juan Díaz Canales et Rubén Pellejero qui ont repris la série après la mort de Hugo Pratt.  Il porte le numéro 16 de la série.

## Résumé
Automne 1924. La république de Weimar est au bord de la déliquescence, minée par les organisations d'extrême-droite — ici, l'organisation Consul — et par les revendications portées par les communistes. Corto Maltese, qui approche la quarantaine, recherche à Berlin et à Prague les assassins de son ami, l'érudit  juif Jéremiah Steiner. Son enquête l'amène à s'introduire dans une société secrète ésotérique — la Stella Matutina —, à rechercher une mystérieuse carte du tarot Visconti-Sforza et à croiser plusieurs personnalités.
Il a une relation amoureuse avec Lise, blonde et de vingt ans sa cadette, qui est assassinée.

## Analyse

### Origine de l'intrigue
Le récit est contemporain d'autres albums de Corto Maltese, comme Tango ou Fable de Venise. Précisément, l'histoire prend place immédiatement après Les Helvétiques. Les auteurs explorent le filon ainsi ouvert par Hugo Pratt des séjours du héros en Europe, souvent empreintes d'ésotérisme et qui le détachent du cadre exotique habituel de ses aventures.